# Tupistra tupistroides
Tupistra tupistroides är en sparrisväxtart som först beskrevs av Carl Sigismund Kunth, och fick sitt nu gällande namn av James Edgar Dandy. Tupistra tupistroides ingår i släktet Tupistra och familjen sparrisväxter.
Artens utbredningsområde är Assam (Indien). Inga underarter finns listade i Catalogue of Life.